# غريمانيسا أموروس
غريمانيسا أموروس (ولدت في ليما، بيرو) هي فنانة بيروفية أمريكية معروفة بتركيبات النحت الضوئي على نطاق واسع وتستلهم من الموروثات الثقافية البيروفية والمجتمعات المحيطة بمنحوتاتها.
وقد عرضت في المكسيك وتل أبيب وبكين وتايمز سكوير في نيويورك.

## النشأة والوظيفة
ولدت غريمانيسا أموروس في ليما، بيرو، وأصبحت مفتونة برسم الخرائط في سن مبكرة. أما في سن المراهقة فقد درست علم النفس والفن، حضرت أتيليه ميغيل جايو للفنون في ليما ببيرو. عندما كانت أموروس في الثامنة عشرة من عمرها عرضت عرضًا نفد بالكامل يضم لوحاتها. انتقلت أموروس إلى مدينة نيويورك للعمل بالفن في الثمانينيات، بمجرد وصولها إلى هناك حصلت على منحة دراسية لدراسة الرسم والطباعة في رابطة طلاب الفن في نيويورك.
بدأت كرسامة لكنها فكرت في الرسم بعبارات نحتية، يقودها هذا في النهاية إلى الانتقال إلى إنشاء أعمال فنية ثلاثية الأبعاد.
يلعب فن جريمانسا أموروس ببراعة مع فكرة أن الرسم والنحت قد يظهران من خلال عملية التخلص بدلاً من التراكم كلما زادت الجوانب المادية للشكل، بحيث لا تعمل الحالة التي تعرض فيها رعاياها كحالة «نهائية» على الإطلاق ولكنها أشبه بواحدة من عدة لحظات مختارة محتملة تم خلالها استيعاب عملية الانطلاق.

## منشآت/منحوتات ضوئية مختارة
سلسلة هوانشاكو
المصفوفة الذهبية (2021)
تم تكليف المجموعة ذهبية من قبل جيو وورلد درايف لمركز ثقافي في مجمع باندرا كورلا في مومباي بالهند بالنحت الخفيف وهو أكبر عمل لأموروس على طول ثلاث كتل وارتفاع ثلاثة طوابق، كان التمثال مستوحى من عدد خطوط الهاتف الموجودة في الشوارع الهندية .
أرجنتوم (2019)
تم تكليف أرجينتوم من قبل متحف برونكس لموقعهم الجديد في 80 الشارع الابض. واُنشئ العمل من الفولاذ المقاوم للصدأ مستوحى من الاستخدام التاريخي للمادة في مبنى وتوسيع مانهاتن.
سيثا (2019)
تم إنشاؤه كجزء من مقر إقامة الفنانين في معهد سيفيتا في سيفيتا دي بانيوريجيو. سيتا هو منحوتة ضوء أحمر مستوحاة من الصلة الإتروسكانية القديمة بالشمس.
هيديرا (2018)
كجزء من الذكرى الأربعين لتأسيسها كلفت بريك هيديرا ، وهو تركيب ضوئي كبير لـ بريك هيديرا في نيويورك. قالت أموروس إنها تريد أن يقرب التمثال المشاهدين من المدينة الفاضلة حيث يمكن للناس «الاحتفال بالطبيعة والتنوع والإبداع وإنسانيتهم المشتركة».
أوكوبانتي (2016)
في عام 2016 عرضت عنوان العمل «اوكوبانت» في عرض متحف لودفيغ كوبلنز ثلاثة أعمال من قطع أموروس وهما منشأتان كبيرتان وشريط فيديو يحمل العنوان الإسباني «اوكوبانت» - أي المحتلون أو المالكون.

### بينك لوتس (2015)
مُصمم خصيصًا لشهر التوعية بسرطان الثدي ، منحوتة بمصابيح LED مثبتة على واجهة الفنون الجميلة في فندق بينينسيولا نيويورك. يسلط العمل الفني الضوء على الإلهة الرومانية على الواجهة.

#### جولدن ووترز (2015)
استوحت Golden Waters الممرات المائية التي شيدتها قبيلة هوهوكام في القرن الثالث عشر. التمثال متصل بجسر سوليري ، الذي صممه الفنان والمهندس المعماري والفيلسوف باولو سوليري ، ويمتد بالتوازي مع قناة القناة التي يبلغ طولها ثمانين قدمًا (24 مترًا) غرب الجسر. يمثل منحوتات LED استعارة "للتوازن المتغير بين المدينة والطبيعة".

#### حارة البكر بلا تنفس (2014)
مايدن لانيس لاهث تركيب في ردهة 125 مايدن لين، مساحة من الزجاج والرخام والجرانيت في الحي المالي في نيويورك. استخدم أموروس مصابيح LED ومواد انتشارية ومنحوتات «فقاعات». كان أنبوب LED إشارة إلى القصب الذي ينمو في شمال بيرو، وكانت الفقاعات تهدف إلى اقتراح الجزر الاصطناعية بحيرة تيتيكاكا. تركيب الضوء هو جزء من حدث معرض مخزن الأسلحة (معرض فني)

#### اتصال المرآة (2013)
كان جمع المرآة عبارة عن تركيب منحوتة خفيفة تم افتتاحه في 2 يونيو 2013 واستمر حتى 22 يونيو 2013. تضمن دوائر مكشوفة وأنماط ضوء لا يمكن التنبؤ بها.

#### فورتونا (2013)
كانت فورتونا عبارة عن منشأة إضاءة مؤقتة خاصة بالموقع تقع في تاباكاليرا في مدريد، إسبانيا. بتكليف من وزارة التعليم والثقافة في إسبانيا، سميت فورتونا على اسم العلامة التجارية للتبغ التي تم تصنيعها هناك في المصنع السابق، لا فراجوا.

### سلسلة أوروس
في منحوتاتها للإضاءة، تعود أموروس إلى موضوع «جزر أوروس»، وهي سلسلة من الجزر العائمة في بحيرة تيتيكاكا المتاخمة لبيرو وبوليفيا. صُنعت الجزر من قصب توتورا المجففة من قبل ما قبل إنكان شعب أوروس. عندما زارت أموروس الجزر لأول مرة، أدهشها «الشعور بانعدام الوزن والاتصال الروحي» الذي عانت منه من خلال المشي عليها.
تستخدم القصب أيضًا كمواد هيكلية لبناء كل شيء من المنازل إلى القوارب في ثقافة اورس. قامت أموروس بدمج أشكال وأنماط هذه القصب في منحوتات الإضاءة الخاصة بها.
تشمل الأعمال في السلسلة:
أوروس هاوس في تايمز سكوير
جزء من برنامج الفنون العامة لتحالف تايمز سكوير بالتعاون مع عرض مخزن الاسلحة (معرض فني) تم عرض هذه القطعة لاحقًا في متحف بول ولولو هيليارد للفنون بجامعة لويزيانا في لافاييت في لافاييت، لويزيانا يستخدم اورس هاوس الشكل والتصميم التقليديين لمنازل جزر أوروس لتعكس جمال رغوة البحر.

#### جزيرة أوروس في بينالي البندقية الرابع والخمسين (2011)
المعرض الفني الدولي الرابع والخمسون في البندقية، إيطاليا. جزء من الحدث الجانبي ممر المستقبل
جزيرة أوروس، تركيب من قبل جريمانسا أموروس تم عرضه في المعرض الدولي للفنون في بينالي البندقية الرابع والخمسين. سافر المعرض إلى متحف ويرلد في روتردام، متحف تايوان الوطني للفنون الجميلة في تايوان ومتحف اليوم للفنون في الصين.

#### أوروس في تريبيكا إيسي مياكي (2011)
تسببت الفقاعات في توتر مع الهيكل الخارجي للمتجر الذي صممه فرانك جيري.

#### جولدن اروس كجزء من مهرجن يارت 2011
في مصلى المثابرة في تاراسكون، فرنسا

#### راسيمو (2010)
أموروس "أول تمثال إضاءة واسع النطاق. بتكليف من ايكرت لشركة رويال كاريبيان انترناشيونال لإنشاء منحوتة إضاءة لـ سفينة ألور أوف ذي سيز، أكبر سفينة سياحية في العالم.
راسيمو مستوحى من مزارع الكروم التي نشأ الفنان بالقرب منها.

## التعاون
تعاون اوروس مع بينالي ديس أنتيكوير في جراند باليه في باريس، فرنسا، لإنشاء قطعة منحوتة للإضاءة، الحركة الخالدة (في الحياة والضوء).
في عام 2014، تعاونت امورس مع أكيكو إليزابيث ماي، أحدث علامة تجارية من الجنيات أمريكا INC.، وقدمت التعلم من الماضي2014.